# İncirliova
İncirliova là một huyện thuộc tỉnh Aydın, Thổ Nhĩ Kỳ. Huyện có diện tích 214 km² và dân số thời điểm năm 2007 là 41566 người, mật độ 194 người/km².